# Proef van Torricelli

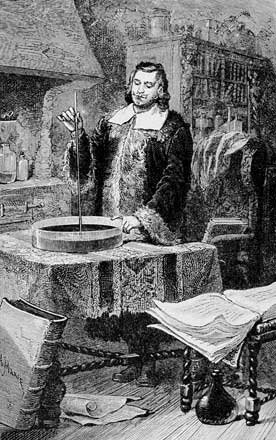
Torricelli aan het werk met zijn buis

De proef van Torricelli is een wetenschappelijk experiment uitgevoerd door Evangelista Torricelli, een leerling van Galileo Galilei. Galileo toonde al aan dat de lucht in staat was een druk uit te oefenen. Torricelli ging hier verder op in.

## Opstelling van de proef
Torricelli vulde een aan één kant gesloten glazen buis met een lengte van ongeveer 1 meter volledig met kwik, om deze daarna met de opening naar onder in een kwikreservoir te plaatsen (zie schets). Van belang is dat de ruimte in de buis boven de kwikkolom luchtledig blijft bij het plaatsen in het reservoir, zodat er aan de bovenzijde geen druk uitgeoefend wordt op de kwikkolom.
Hij stelde vast dat het kwikniveau in de buis daalde tot op een hoogte h van ongeveer 76 cm boven het niveau van het kwikreservoir. Torricelli kwam zo tot het besluit dat lucht een druk p0 (luchtdruk of atmosferische druk genoemd) uitoefent die in evenwicht is met de druk uitgeoefend door een verticale kwikkolom van ongeveer 76 cm.
Torricelli hernam de proef enkele keren, en stelde vast dat de hoogte van de kwikkolom licht variërend was. Hij besloot daaruit dat de luchtdruk kon wijzigen. Dit gaf aanleiding tot de constructie van de bakbarometer in 1644.

## Bepalen van de luchtdruk

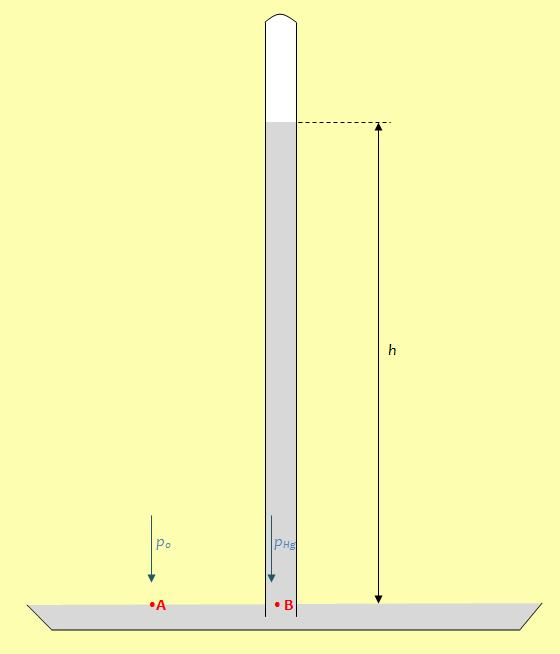
Schematische voorstelling van de "Proef van Torricelli"

Om de atmosferische druk te bepalen, stelde Torricelli de druk aan het kwikoppervlak (in contact met de lucht) gelijk aan de druk onder de kwikkolom. Hiermee maakte hij gebruik van een van de basiswetten uit de hydrostatica, waarin gesteld wordt dat in niet-bewegende vloeistoffen op gelijke niveaus een gelijke druk heerst.
Verwijzend naar de figuur rechts, betekent dit dat de luchtdruk, uitgeoefend op het punt A (p0), gelijk moet zijn aan de hydrostatische druk door de kwikkolom uitgeoefend in punt B (pHg).
Deze druk kan als volgt berekend worden:
{\displaystyle p_{0}=p_{\mathrm {Hg} }=\rho _{\mathrm {Hg} }\cdot g\cdot h}
waarbij 
- ρHg : de soortelijke massa van kwik ≈ 13.600 kg/m3
- g : de valversnelling ≈ 9,81 m/s2
- h : de hoogte van de kwikkolom ≈ 0,760 m

Uitwerking van bovenstaande formule levert:
{\displaystyle p_{0}=p_{\mathrm {Hg} }\cong 13600\mathrm {\frac {kg}{m^{3}}} \cdot 9,81\mathrm {\frac {m}{s^{2}}} \cdot 0,76\mathrm {m} =101396\mathrm {\frac {kg}{m\cdot s^{2}}} (=\mathrm {Pa} )}
De berekende luchtdruk bedraagt dus bij benadering ongeveer 1014 hPa (hectopascal), zijnde de benodigde druk om een kwikkolom tot een hoogte van 76 cm in evenwicht te houden.
Ter vergelijking: mocht dezelfde proef met water in plaats van met kwik uitgevoerd worden, bekomt men uiteraard dezelfde luchtdruk van 1014 hPa. Aangezien de dichtheid van water slechts 1 000 kg/m3 bedraagt (13,6 keer lager dan de dichtheid van kwik), zal de waterkolom 10,31 m boven het wateroppervlak uitstijgen (13,6 keer hoger dan de kwikkolom).